# Франкония
Франкония (на немски: Franken) е регион в Германия. Тя обхваща преди всичко източната част на историческото Херцогство Франкония и други територии в бившия Нордгау.
Към регион Франкония принадлежат баварските региони Горна Франкония, Долна Франкония и Средна Франкония също североизточната част на регион Хайлброн-Франкония в Баден-Вюртемберг и говорещата източно франкски Южна Тюрингия. Двата най-големи града на Франкония са Нюрнберг и Вюрцбург.
Столица на Горна Франкония е Байройт, на Средна Франкония е Ансбах, на Долна Франкония е Вюрцбург. Двата най-големи града на Франкония са Нюрнберг и Вюрцбург.